# Ohsbanen
Ohsbanen (svensk: Ohsabanan) er en tidligere industribane i Småland, Sverige, som i dag er museumsjernbane med damplokomotiv. Den har sit udgangspunkt i byen Bor, der ligger ca. 12 km sydøst for Värnamo, og ender ved landsbyen Os, der tidligere husede et stålværk og papirfarbrik. Der køres med et damplokomotiv på strækningen Bor og Os i ugerne 24-34(2013) Museumsjernbanen blev grundlagt i 31. maj 1970, og foreningen bag har til formål at bevare banen.

## Historie
Den gamle industri by Os har siden 1600-tallet haft stålproduktion. I 1890 ankom ingeniøren Sanfrid Berglund til Ohs for at anlægge en moderne papirfabrik og savværk drevet af en vandmølle. Som han dengang sagde: Her findes både skov, vand og arbejdskraft!. 

Når varene så skulle transporteres væk, blev de fragtet 16 km østpå, ad dårlige grusveje med hestevogn, til Lammhult Station, hvor de via Södra stambanan blev fragtet ud i Sverige. 

Da jernbanen mellem Borås og Alvesta(Kyst til Kyst) åbnede i 1902, blev der samtidig etableret en station i Bor, som værkerne i Os anså som en nemmere og kortere transportvej. I de første par år blev stadig kørt med hestevogn til Bor, selvom idéen med en jernbaneforbindelse mellem Bor og Os flere gange blev vendt. Endelig i 1907 blev det besluttet at anlægge en smalsporet jernbane mellem byern; den stod færdig i 1910.

Da både savværk og papirfabrik var ejet af Sanfrid Berglund, og han dermed stod for alle udgifterne til anlægget selv, valgte han den billige sporvidde 600 mm som var blevet præsenteret til industribaner ved Verdensudstillingen i Paris 1889 af politikeren og industrimanden Paul Decauville.

Mellem byerne skulle etplateau forceres, hvilket betød at banen nogle steder blev anlagt med stigningen på op til 41‰. Det er dog kun enkelte steder, og banen maksimale stigning er ellers 33‰, hvilket dog stadig betyder at damplokomotivet måtte på overarbejde. Ligeledes gjorde kurverne på banen det ikke bedre, som nogle gange var nede på 100 meter i radius, hvor det normalt anbefales at kurveradius ikke ikke er under 600 m. (Se også: Jernbane) Hastigheden kom derfor aldrig over 20 km/t.

Der blev i 1930'erne anlagt et imprægneringsværk 700 m før toget ankom til Os, der dog lukkede i 1960. Stationsbygningen, som i dag kan findes i Os eksisterede ikke, da der var industri i Os, men er først opført senere.

De fleste smalsporsjernbaner klarede ikke konkurrencen fra biltrafikken op gennem 1930'erne, og flere industribaner blev nedlagt. Ohsbanen overlevede dog, fordi der blev indkøbt et diesellokomotiv i 1948. Banen blev en af Sveriges sidste industribaner i drift, men blev endeligt nedlagt i 1967. Flere af virksomhederne i Os lukkede efterhånden, som der blev stillet større miljøkrav. I dag er der stadig en gummifabrik på stedet samt et industrimuseum. Banen blev ikke revet op, men fik lov at leve som en transportreserve. I 1970 overtog museumsforeningen banen, og mange turister nyder i dag glæde af den naturfyldte tur.

## Stationer på strækningen
Bor Norra Station

I umiddelbar nærhed findes Bor Station, der har forbindelse til Kyst til Kyst-banen.

Sjövägen Trinbræt

Ved dette trinbræt kan de, som vil besøge naturreservatet Rusareboäng stige af. Det er også muligt at stige på her.

Stensjön Station

Stationen har et vigespor, og er opkaldt efter de to søer lige ved stationen. På denne station holder toget altid, og har en fast tid i køreplanen. Dette er banens mindste station.

Hösjömo Trinbræt

Dette trinbræt ligger en samling huse, Hösjömo, som også har givet navn til trinbrættet.

Gimarpsby Trinbræt

Trinbræt lige før den lille landsby, Gimarp. Søen ved trinbrættet hedder Finnsjön, og der har tidligere græsset husdyr.

Gimarp Station

Ved denne station, som ligger midt i skoven, findes der også et vigespor. Stationshuset består af et vindskjul samt en lille ekspedition. Her findes også et vandtårn og et lille toilet. Her findes også vandrestier til Elgarydssjön og naturreservatet Moens urskog.

Elgaryd Trinbræt

Her findes der et søbad og en grillplads. Toget standser kun ved forespørgsel.

Ekebohult Trinbræt

Dette trinbræt betjener Ekebohultgård. Toget standser kun ved forespørgsel.

Ohs Bruk Station

Dette er endestationen hvor der findes et industrimuseum, jernbanecafé. Her findes også opbevaring af togmatriel.

## Fodnoter
1. ↑  "Køreplan 2013". Arkiveret fra originalen 10. maj 2013. Hentet 20. januar 2013.
2. ↑  "Museiföreningen - www.ohsabanan.com". Arkiveret fra originalen 10. maj 2013. Hentet 20. januar 2013.
3. ↑  "Historie - www.ohsabanan.com". Arkiveret fra originalen 10. maj 2013. Hentet 20. januar 2013.